# آتلوپوس ناهومه
آتلوپوس ناهومه (نام علمی: Atelopus nahumae) نام یک گونه از سرده وزغ‌های جلف است. این گونه به شدت در معرض انقراض قرار دارد.